# بوخليفة
بوخليفة بلدية بولاية بجاية بالجزائر

## مواضيع ذات صلة
- بلديات ولاية بجاية
- دوائر ولاية بجاية